# Yves Loubet
Yves Loubet (Mostaganem, 31 ottobre 1958) è un pilota di rally francese.
Suo figlio Pierre Louis Loubet, è anch'esso un pilota di rally. Nella sua carriera ha partecipato a varie tappe del campionato del mondo rally, arrivando due volte secondo al Tour de Corse 1986 e 1987 e due volte terzo nel 1988 al medesimo rally e a quello del Portogallo.

## Palmarès
| #       | Rally                | Stagione | Co-pilota | Auto                                  |
| ------- | -------------------- | -------- | --------- | ------------------------------------- |
| Bronzo  | Tour de Corse        | 1986     | -         | Alfa Romeo GTV6 Rothmans              |
| Argento | Tour de Corse        | 1987     | -         | Lancia Delta HF 4WD Martini Racing    |
| Bronzo  | Tour de Corse        | 1988     | -         | Lancia Delta Integrale Martini Racing |
| Bronzo  | Rally del Portogallo | 1988     | -         | Lancia Delta Integrale Martini Racing |

## Risultati mondiale rally

### WRC
| 1977 | Scuderia | Vettura          |  |  |  |  |  |  |  |  |     |     |  |  |  |  |  |  | Punti | Pos. |
| ---- | -------- | ---------------- |  |  |  |  |  |  |  |  | --- | --- |  |  |  |  |  |  | ----- | ---- |
| 1977 |          | Opel Kadett GT/E |  |  |  |  |  |  |  |  | Rit | Rit |  |  |  |  |  |  |       |      |

| 1978 | Scuderia | Vettura          |  |  |  |  |  |  |  |  |  |     |  |  |  |  |  |  | Punti | Pos. |
| ---- | -------- | ---------------- |  |  |  |  |  |  |  |  |  | --- |  |  |  |  |  |  | ----- | ---- |
| 1978 |          | Opel Kadett GT/E |  |  |  |  |  |  |  |  |  | Rit |  |  |  |  |  |  |       |      |

| 1979 | Scuderia        | Vettura          |  |  |  |  |  |  |  |  |  |     |  |  |  |  |  |  | Punti | Pos. |
| ---- | --------------- | ---------------- |  |  |  |  |  |  |  |  |  | --- |  |  |  |  |  |  | ----- | ---- |
| 1979 | Publimmo Racing | Opel Kadett GT/E |  |  |  |  |  |  |  |  |  | Rit |  |  |  |  |  |  | 0     |      |

| 1981 | Scuderia        | Vettura                                             |    |  |     |  |     |  |  |  |  |  |  |  |  |  |  |  | Punti | Pos. |
| ---- | --------------- | --------------------------------------------------- | -- |  | --- |  | --- |  |  |  |  |  |  |  |  |  |  |  | ----- | ---- |
| 1981 | Publimmo Racing | Ford Escort RS 2000 MKII e Ford Escort RS 1800 MKII | 97 |  | Rit |  | Rit |  |  |  |  |  |  |  |  |  |  |  | 0     |      |

| 1982 | Scuderia | Vettura                 |  |  |  |  |    |  |  |  |  |  |  |  |  |  |  |  | Punti | Pos. |
| ---- | -------- | ----------------------- |  |  |  |  | -- |  |  |  |  |  |  |  |  |  |  |  | ----- | ---- |
| 1982 |          | Alfa Romeo Alfetta GTV6 |  |  |  |  | 17 |  |  |  |  |  |  |  |  |  |  |  | 0     |      |

| 1983 | Scuderia          | Vettura                 |    |  |  |  |     |  |  |  |  |  |  |  |  |  |  |  | Punti | Pos. |
| ---- | ----------------- | ----------------------- | -- |  |  |  | --- |  |  |  |  |  |  |  |  |  |  |  | ----- | ---- |
| 1983 | Luigi Racing Team | Alfa Romeo Alfetta GTV6 | 15 |  |  |  | Rit |  |  |  |  |  |  |  |  |  |  |  | 0     |      |

| 1984 | Scuderia         | Vettura                 |     |  |  |  |    |  |  |  |  |     |  |  |  |  |  |  | Punti | Pos. |
| ---- | ---------------- | ----------------------- | --- |  |  |  | -- |  |  |  |  | --- |  |  |  |  |  |  | ----- | ---- |
| 1984 | Gema Racing Team | Alfa Romeo Alfetta GTV6 | Rit |  |  |  | 10 |  |  |  |  | Rit |  |  |  |  |  |  | 1     | 62º  |

| 1985 | Scuderia | Vettura                 |  |  |  |  |   |  |  |  |  |  |  |  |  |  |  |  | Punti | Pos. |
| ---- | -------- | ----------------------- |  |  |  |  | - |  |  |  |  |  |  |  |  |  |  |  | ----- | ---- |
| 1985 |          | Alfa Romeo Alfetta GTV6 |  |  |  |  | 5 |  |  |  |  |  |  |  |  |  |  |  | 8     | 25º  |

| 1986 | Scuderia | Vettura                 |  |  |  |  |   |  |  |  |  |  |  |  |  |  |  |  | Punti | Pos. |
| ---- | -------- | ----------------------- |  |  |  |  | - |  |  |  |  |  |  |  |  |  |  |  | ----- | ---- |
| 1986 |          | Alfa Romeo Alfetta GTV6 |  |  |  |  | 3 |  |  |  |  |  |  |  |  |  |  |  | 12    | 18º  |

| 1987 | Scuderia       | Vettura             |  |  |  |  |   |  |  |  |  |  |  |  |  |  |  |  | Punti | Pos. |
| ---- | -------------- | ------------------- |  |  |  |  | - |  |  |  |  |  |  |  |  |  |  |  | ----- | ---- |
| 1987 | Martini Lancia | Lancia Delta HF 4WD |  |  |  |  | 2 |  |  |  |  |  |  |  |  |  |  |  | 15    | 20º  |

| 1988 | Scuderia                    | Vettura                                      |     |  |   |  |   |     |  |  |  |  |  |     |  |  |  |  | Punti | Pos. |
| ---- | --------------------------- | -------------------------------------------- | --- |  | - |  | - | --- |  |  |  |  |  | --- |  |  |  |  | ----- | ---- |
| 1988 | Martini Lancia e Jolly Club | Lancia Delta HF 4WD e Lancia Delta Integrale | Rit |  | 3 |  | 2 | Rit |  |  |  |  |  | Rit |  |  |  |  | 27    | 10º  |

| 1989 | Scuderia       | Vettura                |  |  |  |  |   |  |  |  |  |  |  |  |  |  |  |  | Punti | Pos. |
| ---- | -------------- | ---------------------- |  |  |  |  | - |  |  |  |  |  |  |  |  |  |  |  | ----- | ---- |
| 1989 | Martini Lancia | Lancia Delta Integrale |  |  |  |  | 4 |  |  |  |  |  |  |  |  |  |  |  | 10    | 29º  |

| 1990 | Scuderia       | Vettura                    |  |  |  |     |  |  |  |  |  |  |  |  |  |  |  |  | Punti | Pos. |
| ---- | -------------- | -------------------------- |  |  |  | --- |  |  |  |  |  |  |  |  |  |  |  |  | ----- | ---- |
| 1990 | Martini Lancia | Lancia Delta Integrale 16V |  |  |  | Rit |  |  |  |  |  |  |  |  |  |  |  |  | 0     |      |

| 1991 | Scuderia                     | Vettura                    |   |  |  |  |   |  |  |  |  |  |  |  |  |  |  |  | Punti | Pos. |
| ---- | ---------------------------- | -------------------------- | - |  |  |  | - |  |  |  |  |  |  |  |  |  |  |  | ----- | ---- |
| 1991 | Lancia Fina e Martini Lancia | Lancia Delta Integrale 16V | 9 |  |  |  | 6 |  |  |  |  |  |  |  |  |  |  |  | 8     | 33º  |

| 1992 | Scuderia      | Vettura        |  |  |  |  |    |  |  |  |  |  |  |  |  |  |  |  | Punti | Pos. |
| ---- | ------------- | -------------- |  |  |  |  | -- |  |  |  |  |  |  |  |  |  |  |  | ----- | ---- |
| 1992 | Citroën Sport | Citroën AX GTI |  |  |  |  | 15 |  |  |  |  |  |  |  |  |  |  |  | 0     |      |

| 1993 | Scuderia            | Vettura                         |  |  |  |  |     |  |  |  |  |  |  |  |  |  |  |  | Punti | Pos. |
| ---- | ------------------- | ------------------------------- |  |  |  |  | --- |  |  |  |  |  |  |  |  |  |  |  | ----- | ---- |
| 1993 | Toyota Castrol Team | Toyota Celica Turbo 4WD (ST185) |  |  |  |  | Rit |  |  |  |  |  |  |  |  |  |  |  | 0     |      |

| 1994 | Scuderia            | Vettura            |  |  |  |     |  |  |  |  |  |  |  |  |  |  |  |  | Punti | Pos. |
| ---- | ------------------- | ------------------ |  |  |  | --- |  |  |  |  |  |  |  |  |  |  |  |  | ----- | ---- |
| 1994 | Grenoble Sport Auto | Opel Astra GSi 16V |  |  |  | Rit |  |  |  |  |  |  |  |  |  |  |  |  | 0     |      |

| 1995 | Scuderia | Vettura                 |  |  |  |     |  |  |  |  |  |  |  |  |  |  |  |  | Punti | Pos. |
| ---- | -------- | ----------------------- |  |  |  | --- |  |  |  |  |  |  |  |  |  |  |  |  | ----- | ---- |
| 1995 |          | Ford Escort RS Cosworth |  |  |  | Rit |  |  |  |  |  |  |  |  |  |  |  |  | 0     |      |

| 1999 | Scuderia | Vettura                     |     |  |  |  |  |  |  |  |  |  |  |  |  |  |  |  | Punti | Pos. |
| ---- | -------- | --------------------------- | --- |  |  |  |  |  |  |  |  |  |  |  |  |  |  |  | ----- | ---- |
| 1999 |          | Mitsubishi Carisma GT Evo V | Rit |  |  |  |  |  |  |  |  |  |  |  |  |  |  |  | 0     |      |

| Legenda | 1º posto | 2º posto | 3º posto | A punti | Senza punti | Ritirato | Squalificato | NP=Non partito C=Gara cancellata | Apice=Power stage |

### Gruppo N
| 1995 | Scuderia | Vettura                 |  |  |  |     |  |  |  |  |  |  |  |  |  |  |  |  | Punti | Pos. |
| ---- | -------- | ----------------------- |  |  |  | --- |  |  |  |  |  |  |  |  |  |  |  |  | ----- | ---- |
| 1995 |          | Ford Escort RS Cosworth |  |  |  | Rit |  |  |  |  |  |  |  |  |  |  |  |  | 0     |      |

| 1999 | Scuderia | Vettura                     |     |  |  |  |  |  |  |  |  |  |  |  |  |  |  |  | Punti | Pos. |
| ---- | -------- | --------------------------- | --- |  |  |  |  |  |  |  |  |  |  |  |  |  |  |  | ----- | ---- |
| 1999 |          | Mitsubishi Carisma GT Evo V | Rit |  |  |  |  |  |  |  |  |  |  |  |  |  |  |  | 0     |      |

| Legenda | 1º posto | 2º posto | 3º posto | A punti | Senza punti | Ritirato | Squalificato | NP=Non partito C=Gara cancellata | Apice=Power stage |